# Edd Gould
Edward Duncan Ernest "Edd" Gould (28. října 1988 Londýn – 25. března 2012 Londýn) byl britský animátor a dabér. Byl známý jako zakladatel animovaného seriálu Eddsworld. Na vytváření pořadu se s ním také podílel Thomas Ridgewell a Matthew Hargreaves.

## Mládí
Narodil se 28. října 1988 v Isleworthu, v Londýně. Studoval v Orleans Park Secondary School, kde se na sportovním dni setkal s Matthewiem Hargreavesem. Gould prohlásil, že měl ve zvyku kreslit jeho přátele do komiksu, a tak se Hargreaves stal součástí seriálu Eddsworld.

## Seriál Eddsworld
Eddsworld (v překladu Eddův svět) je komediální animovaný seriál, který vytvořil na konci roku 2004. V současné době se skládá z více než 36 epizod, více než 150 komiksů, webovými hrami a různými výtvarnými prácemi které jsou na stránkách YouTube, Albino Blacksheep, Newgrounds, DeviantART, SheezyArt a BBC. V době jeho úmrtí měla jeho stránka na YouTube nejvíce odběratelů v kategorii komedie v Británii. Seriálu si všimli v roce 2009 organizátoři Konference OSN o změně klimatu, kteří chtěli epizodu o změně klimatu použít při slavnostním zahájení konference.

### Členové
- Matthew "MattLobster" Hargreaves (2004–)

Bývalí členové
- Edward "Edd" Gould (2004–2012)
- Thomas "TomSka" Ridgewell (2005–2016)
- Tord Larsson (2005–2008)

## Nemoc a smrt
Dne 16. dubna 2011 mu byla diagnostikována akutní lymfoblastická leukémie. Krátce poté zveřejnil video na YouTube s názvem "Edd vs Rakovina". Na tuto nemoc zemřel 25. března 2012. Pohřeb se konal dne 10. dubna 2012 v Kostele Všech svatých. V červenci 2012 Thomas Ridgewall a Matthew Hargreaves v době, kdy byli na VidConu,
rozptýlili jeho zpopelněné ostatky v Hollywoodu.